# (18506) 1996 PY6
(18506) 1996 PY6 là một tiểu hành tinh vành đai chính. Nó được phát hiện bởi Robert H. McNaught và Jack B. Child ở Macquarie, Lãnh thổ Thủ đô Úc, Australia, ngày 15 tháng 8 năm 1996.